# Knežev dvor
Knežev dvor je palača u Dubrovniku sagrađena kao sjedište vlade i stan kneza, najviše političke funkcije u Dubrovačkoj Republici.
Knez se birao na mandat od mjesec dana i za to vrijeme bio je na čelu Malog vijeća. U Kneževom dvoru knez je imao svoj ured i stan u kojem je boravio tijekom mandata, odvojen od svoje obitelji. Za to vrijeme nije smio napuštati dvor osim u slučaju državničkih i protokolarnih razloga. Preko noći bi čuvao ključeve od grada koje je ujutro na protokolarnoj ceremoniji vraćao narodu. U prostoru Kneževa dvora nalaze se dvorane Velikog i Malog vijeća, državne kancelarije, sudnica, zatvor, oružarnica i barutana. Na ulazu u dvoranu Velikog vijeća je latinski natpis Obliti privatorum publica curate ("Zaboravite privatno i brinite se za javno").

## Povijest
Prvi spomen zgrade na prostoru današnjeg Kneževog dvora iz 13. je stoljeća, kad se spominje utvrda ('castellum'). Tijekom 14. stoljeća utvrda se po uzoru na rimsku i venecijansku tradiciju postupno pretvarala u palaču. Godine 1435. u oružarnici se dogodila eksplozija baruta zbog koje je Knežev dvor teško oštećen. Nakon toga pristupilo se obnovi koja je trajala od 1435. do 1463. godine. Projekt je vodio napuljski inženjer Onofrio della Cava, za kojeg se vjeruje da je autor reprezentativnog pročelja u mješovitom gotičko-renesansnom stilu. U izvedbi detalja sudjelovali su mnogi umjetnici, kipari, klesari i zidari. Od kiparskih ukrasa naročito se ističe rad kipara Petra Martinova, kapitel trijema s prikazom Asklepija, grčkog boga liječništva izrađen oko 1440. godine.
Zgrada je nakon toga još dva puta doživjela veća oštećenja. Nedugo nakon obnove 1463., nova je eksplozija baruta oštetila Knežev dvor. Nakon zadnje eksplozije dolazi majstor iz Firence koji će voditi daljnju obnovu dvora, Salvi di Michele. Gotičko-renesansne prozore na pročelju su klesali domaći majstori Radivoj Bogosalić, Radonja Grubačević, Đuro Utišenović, Ratko Ivančić i Nikola Marković. U velikom potresu 1667. doživjela je oštećenja unutrašnjosti, a obnova koja je uslijedila trajala je tri desetljeća. U početku se pokušalo vratiti gotičko-renesansni izgled dvora, za što su, kao konzultanti angažirani arhitekti Francesco Cortese iz Rima i Paolo Andreotti iz Genove. No, 1689. dolaskom velikog arhitekta, Sicilijanca Tommasa Napolija, zgradi je oblikovanjem novoga atrija utisnut barokni pečat.
Knežev dvor zadržao je svoju izvornu funkciju sve do 1808. godine kada francuski maršal August Marmont ukida Dubrovačku Republiku. Godine 1919. proglašen je za spomenik kulture, zalaganjem „Nadleštva umjetnosti i spomenike” u Dubrovniku odnosno njegovog glavnog konzervatora umjetničko-povijesnih spomenika, Marka Murata. Do Drugog svjetskog rata ima upravnu funkciju. U njemu su prilikom svojih posjeta Dubrovniku boravili i vladari Franjo Josip I i Aleksandar Karađorđević. U muzej je pretvoren 1948.
U atriju je smješteno poprsje Miha Pracata, jedini spomenik koji je Dubrovačka Republika podigla jednom zaslužnom pučaninu. I on je stradao u potresu, te je naknadno obnovljen.

## Sadašnjost
Danas je zgrada Kneževog dvora povijesni muzej u sklopu Dubrovačkih muzeja. Prostor dvora namješten je stilskim namještajem iz posljednjeg razdoblja Dubrovačke Republike iz 19. stoljeća. Sam namještaj nije izvorno pripadao prostoru Kneževog dvora nego je godinama prikupljan iz starih dubrovačkih palača, ljetnikovaca i građanskih kuća. U prostoru Kneževog dvora izložba je slika starih majstora iz razdoblja od 15. do druge polovine 19. stoljeća. Pročelje Kneževa dvora nalazi se na poleđini novčanice od 50 kuna.
U atriju Kneževog dvora tijekom Dubrovačkih ljetnih igara i festivala Julian Rachlin i prijatelji održavaju se koncerti klasične glazbe. Tijekom godine u istom prostoru svoje koncerte tradicionalno održava Dubrovački simfonijski orkestar.
U Kneževom dvoru u staroj gradskoj jezgri krajem 2019. godine ugrađen je novi sustav grijanja i hlađenja koji kao izvor energije koristi morsku vodu. Postrojenjem se opskrbljuje zgrada Gradske uprave i Knežev dvor, ali i Kino Sloboda te Kazalište Marina Držića, a projekt „Seadrion“ vrijedan nešto više od 3 milijuna kuna sufinanciran je sredstvima Europske unije.

## Dubrovački knezovi
- 1205. Damjan Juda
- 1385. Klement Gučetić
- 1521. Jakov Bunić
- 1613. Jakov Lukarević
- 1771. Ivan Franatica Sorkočević

## Vanjske poveznice
- Knežev dvor